# Zoothera machiki
Zoothera machiki là một loài chim trong họ Turdidae.